# Bernard Stiegler
Bernard Stiegler (ur. 1 kwietnia 1952 w Villebon-sur-Yvette (Essonne), zm. 5 sierpnia 2020 w Épineuil-le-Fleuriel) – francuski filozof, był dyrektorem Instytutu Badań i Innowacji, który założył w 2006 przy Centre Georges-Pompidou. Stał również na czele stowarzyszenia Ars Industrialis, międzynarodowej grupy refleksji, którą powołał w 2005. Jeden z najważniejszych przedstawicieli nowej filozofii francuskiej, który w centrum swojej refleksji umieścił technikę. Jego najbardziej znaną pracą jest tryptyk La technique et le temps [Technika i czas], składający się z tomów: La Faute d’Épiméthée [Wina Epimeteusza], La Désorientation [Dezorientacja] oraz Le Temps du cinéma et la question du mal-être [Czas kina a kwestia nieszczęśliwości]

## Wpływy, tematyka i cel prac
Na heterodoksyjną myśl Stieglera wpływ wywarli: Platon, Arystoteles, Jacques Derrida, Gilbert Simondon, André Leroi-Gourhan, Martin Heidegger, Edmund Husserl, Immanuel Kant, Sigmund Freud, Karl Marx, Friedrich Nietzsche, Gilles Deleuze, André Gorz, Henri Bergson, Georges Canguilhem, Erwin Schrödinger, Alfred Lotka i Nicolas Georgescu-Roegen.
Kluczowymi obszarami myśli Stieglera są: technika, czas, indywiduacja, noeza, automatyzacja, algorytmizacja, cyfryzacja, pragnienie, troska, libido w kapitalizmie, krytyka marketingu, praca, konsumpcjonizm, konsumencki kapitalizm, edukacja, entropia, antropocen.
Głównym celem filozoficzno-aktywistycznego przedsięwzięcia Stieglera było określenie nowych ram ekonomii politycznej na miarę wyzwań XXI wieku, począwszy od fundującego jego myśl przekonania, że wszystkie relacje w czasie są w nim zakorzenione technologicznie. To zakorzenienie skłoniło Stieglera do gruntownego przemyślenia techniczności życia, a w szczególności życia ludzkiego. Swoje prace Stiegler poświęcił wyzwaniom wynikającym z transformacji społecznych, politycznych, ekonomicznych, epistemologicznych i psychologicznych, które są związane z rozwojem technologicznym. Stiegler włączył w obręb swojej rozległej refleksji filozoficznej wiedzę z zakresu termodynamiki, biologii, antropologii, historii techniki, informatyki i ekonomii. Jego ostatnie prace koncentrują się na kwestiach związanych z antropocenem i kryzysem klimatycznym. W ostatnich latach swojej aktywności współpracował z młodzieżą z Młodzieżowego Strajku Klimatycznego.

## Życiorys

### Lata młodości
Bernard Stiegler dorastał w Sarcelles, gminie położonej na północnych przedmieściach Paryża. Jego ojciec był inżynierem elektrykiem, zatrudnionym we francuskiej telewizji publicznej jako pracownik techniczny, matka pracowała w banku. W wywiadzie dla „Le Monde” z 2006 Stiegler twierdził, że wychował się w wyniesionej z rodziny kulturze robotniczej, która ukształtowała w nim zamiłowanie do czytania, zainteresowanie muzyką i historią sztuki. Swoich rodziców wspominał jako proletariat, który żywi podziw dla kultury. Począwszy od połowy lat siedemdziesiątych kultura ta zostanie według niego zniszczona przez pierwszy program francuskiej telewizji. „Wychowała mnie telewizja publiczna generała de Gaulle’a. To dzięki niej, w wieku dwunastu lat, odkryłem Ajschylosa i tragedię grecką” – mówił, twierdząc, że można było wówczas być „biednym i wyedukowanym”. Wiele ze swoich późniejszych analiz poświęci telewizji i jej stopniowemu upadkowi za sprawą ekonomii niedbalstwa, jakie charakteryzowało „rewolucję konserwatywną” jako ideologiczną podbudowę neoliberalizmu chicagowskiej szkoły ekonomii.
W 1968 Stiegler przerwał edukację na II klasie liceum i zaangażował się w wydarzenia paryskiego maja 1968. W tym samym roku zapisał się do Francuskiej Partii Komunistycznej, by opuścić ją osiem lat później z powodu proradzieckiej polityki Georges’a Marchais, ówczesnego pierwszego sekretarza PCF.

### Doświadczenie więzienne
Po 1968 podejmował się różnych prac: był zwykłym robotnikiem, pracował w biurze architektonicznym, odpowiadał za planowanie prac konserwacyjnych w Sarcelles, by wreszcie osiedlić się wraz ze swoją pierwszą żoną i córką Barbarą w gospodarstwie rodziny żony, położonym nieopodal Monflanquin, i zostać rolnikiem. Susza, która nawiedziła w 1976 część Europy zmusiła go do sprzedaży gospodarstwa. Założył wówczas małą restaurację w Tuluzie, by następnie w byłym klubie nocnym urządzić bar muzyczny o nazwie „Piana dni” i organizować koncerty muzyków jazzowych. To tam poznał Gérarda Granela, filozofa wykładającego na Uniwersytecie w Tuluzie i pasjonata jazzu, który zostaje jego przyjacielem. Ponieważ jednak bar nie przynosił dochodów, a bank odmówił mu prawa do korzystania z przyznanego debetu, Stiegler postanowił dokonać skoku na bank, aby spłacić debet. Próba zakończyła się powodzeniem. Następnie okradł trzy inne agencje bankowe.
Podczas ostatniej próby rabunkowej z bronią w ręku Stiegler został przyłapany przez policję na gorącym uczynku, a następnie skazany na karę więzienia, która, dzięki pomocy dobrego adwokata, wyniosła jedynie pięć lat. Stiegler publicznie wyznawał, że bez kary więzienia źle by skończył.
Pobyt w więzieniu wykorzystał na lekturę prac językoznawczych i filozoficznych. Na spotkaniu z czytelnikami na Big Book Festiwal w czerwcu 2018 w Warszawie wyznawał, że stał się filozofem dzięki ciszy więziennej celi, a także dzięki Granelowi: Granel otrzymał w drodze wyjątku pozwolenie na dostarczanie mu do więzienia książek, natomiast Stiegler, na skutek podjęcia trzytygodniowego strajku głodowego, wymusił na personelu zakładu umieszczenie go w jednoosobowej celi. Szczególne wrażenie wywarła na nim lektura Kursu językoznawstwa ogólnego de Saussure’a i O gramatologii Jacques’a Derridy. Czytał również wnikliwie fenomenologię Husserla. Pod wrażeniem tych lektur Stiegler podjął korespondencyjne studia filozoficzne na Uniwersytecie w Tuluzie. Ponieważ nie miał matury, przystąpił do egzaminu wstępnego, który zdał z sukcesem. Swoją pracę magisterską poświęconą Platonowi postanowił wysłać Derridzie, który odpisał na jego list i odtąd wspierał. Jako „pisarz więzienny” nabrał zamiłowania do nauczania i pomagał osadzonym w przygotowaniach do matury. Sam natomiast narzucił sobie prawdziwą ascezę, która okazała się decydująca w procesie filozoficznego formowania.
Swoje doświadczenie więzienne Stiegler opisał w autobiograficznym tekście Przejście w akt. Swoje „stawanie się filozofem” opisuje jako „stawanie-się-filozofem w akcie”, o którym zadecydowało przypadkowe (przypadłe, akcydentalne) „przejście do czynu” (obrabowanie banku). Przejście w akt i przejście do czynu [passage à l’acte] są tutaj ze sobą nierozerwalnie związane. Z jednej strony chodzi o przejście z potencji w akt w odniesieniu do arystotelesowskiej koncepcji duszy, a z drugiej strony – o dwuznaczność terminu „przejście do czynu”. W psychoanalizie termin ten oznacza bowiem gwałtowne działanie, dokonanie pod wpływem niecodziennego i nieświadomego impulsu czynu negatywnego:
To w tym złożonym znaczeniu aktu swoje „stawanie-się-filozofem w akcie” Stiegler rozpoznaje jako „efekt anamnezy wytworzonej przez obiektywną sytuację w akcydentalnym biegu mojego istnienia”, a lata odsiadywania kary za swój czyn wspomina jako

„pięć lat praktyki filozoficznej, fenomenologii eksperymentalnej, przejścia do granic fenomenologii, po owym »przejściu do czynu«, które samo w sobie nie miało niczego, co zasadniczo wiąże się z filozofią. Trzeba zawsze być gotowym do filozofowania na śmierć, jak czyni to Sokrates, i do filozofowania w umieraniu, jakim jest życie. Przy czym życie oznacza tutaj »żywot«: pojedyncze istnienie i faktyczność, a więc akcydentalność”.

### Lata 1980–1989
Po wyjściu z więzienia, w 1983 Stiegler pracował dla izby adwokackiej TEN w charakterze konsultanta do spraw rozwoju technologicznego i miejskiego.
W 1984 i między innymi dzięki wsparciu Derridy, został mianowany na okres sześciu lat dyrektorem programowym w Collège international de philosophie.
W 1987 przygotował wystawę Pamięci przyszłości [Mémoires du futur] w Centre Georges-Pompidou.
W 1989 powierzono mu misję utworzenia grupy badawczej przy Bibliotece Narodowej Francji, której celem było opracowanie koncepcji stanowisk czytelniczych wspomaganych komputerowo oraz systemu adnotacji tekstów. Efektem prac grupy było utworzenie prototypu przemysłowego przez AIS Berger-Levrault. Projekt został przerwany w 1993 na skutek zmiany składu rządu za prezydentury François Mitterranda, która pociągnęła za sobą zmianę dyrekcji BNF.

### Lata 1990–1999
W 1993 Bernard Stiegler obronił swoją rozprawę doktorską pt. La Faute d’Épiméthée: la technique et le temps [Wina Epimeteusza: technika i czas], napisaną pod kierunkiem Jacques’a Derridy, którą opublikuje rok później jako pierwszą część tryptyku La technique et le temps. „Oto doktorat, który przejdzie do historii” – powiedział podczas obrony Derrida.
W tym samym roku Stiegler objął stanowisko profesora nadzwyczajnego w Uniwersytecie Technologicznym w Compiègne, gdzie kierował utworzoną z jego inicjatywy jednostką badawczą COSTECH (skrót od nazwy „Umiejętności, Organizacje i Systemy Techniczne”). Został również zastępcą dyrektora generalnego Narodowego Instytutu Audiowizualnego (INA).

### Lata 2000–2020

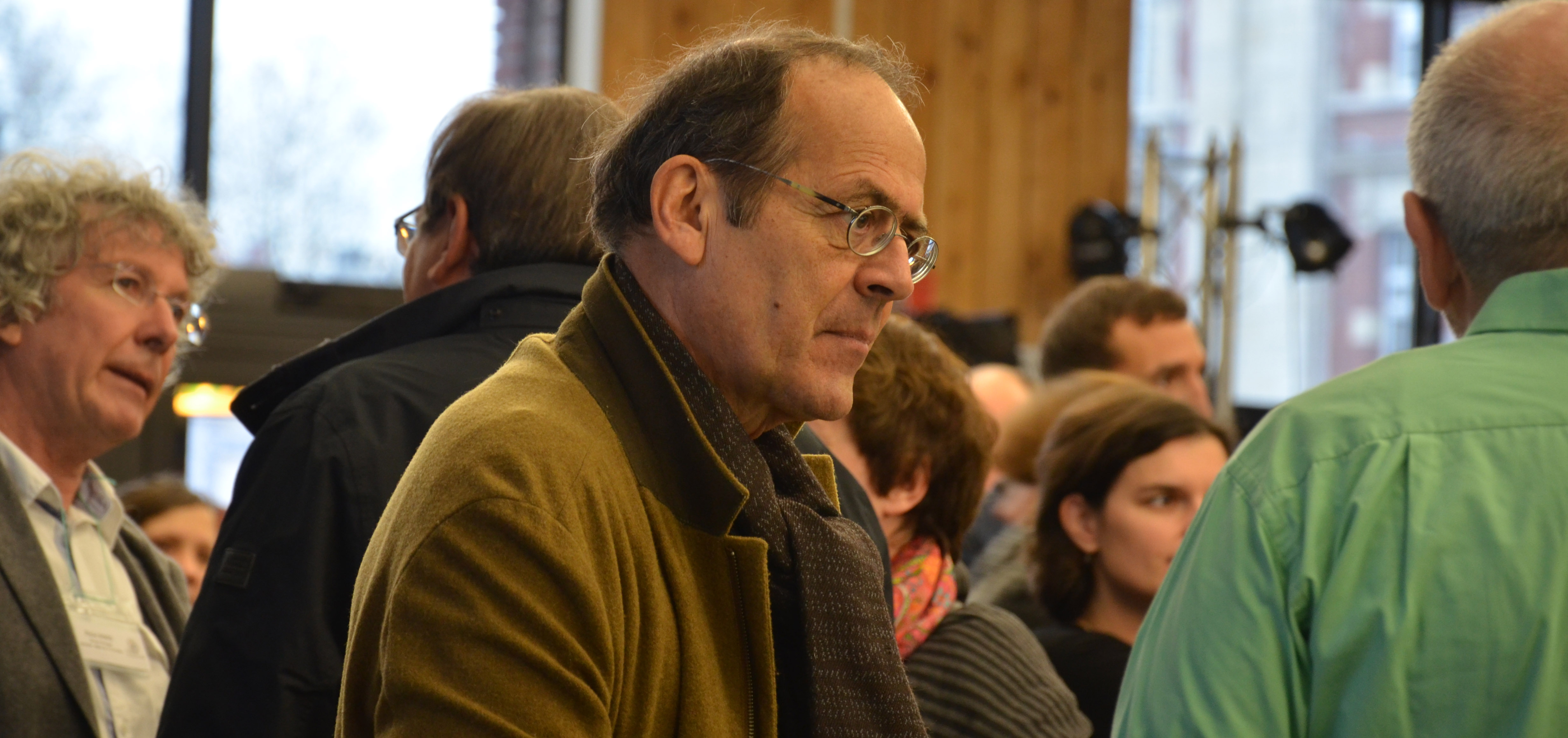
Bernard Stiegler w rozmowie z Michelem Bauwensem w 2014

W 2002 Stiegler został dyrektorem Instytutu Badawczo- Koordynacyjnego Akustyki / Muzyki (IRCAM). Funkcję tę pełnił do 2006, kiedy to objął stanowisko dyrektora ds. rozwoju kulturalnego Centre Pompidou.

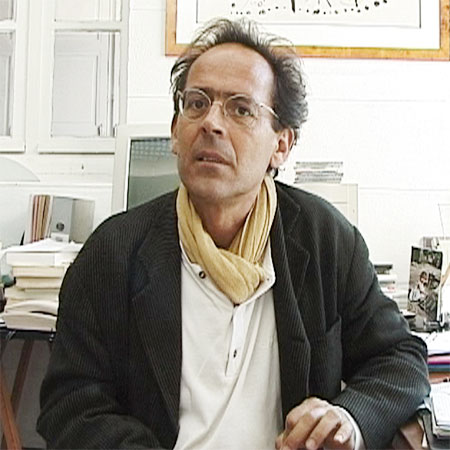
Kadr z filmu The Ister, 2004, w reżyserii Davida Barisona i Daniel Rossa 2004

W 2005 wraz z Markiem Créponem, George’em Collinsem, Catherine Perret i Caroline Stiegler założył stowarzyszenie Ars Industrialis. Organizacja obrała sobie za cel wypracowanie podstaw pod „przemysłową politykę technologii ducha i umysłu”. Ars Industrialis w krótkim czasie stało się stowarzyszeniem międzynarodowym, zrzeszającym badaczy i badaczki z wielu dziedzin (filozofów, psychoanalityczki, antropologów, fizyczki, informatyków, przedstawicielki nauk inżynieryjnych, językoznawców, prawniczki i architektów), a także pisarki i artystów. Inspirując się publikowanymi na bieżąco wielowątkowymi pracami Stieglera, Ars Industrialis podjęło szereg działań zmierzających do uwolnienia życia ducha od jego podporządkowania imperatywom gospodarki rynkowej. W lutym 2020, w odpowiedzi na kolejne kryzysy antropocenu i działania podejmowane przez światową młodzież, Ars Industrialis zostało przekształcone w Stowarzyszenie Przyjaciół Pokolenia Thunberg.
Od 2006 kierował Instytutem Badań i Innowacji (IRI) przy Centre Georges-Pompidou, który utworzył wraz z Vincentem Puigiem. Pomyślany jako obserwatorium i laboratorium jednocześnie, IRI obrał sobie za cel rozwijanie nowych praktyk i technologii kulturalnych i kognitywnych w dobie cyfryzacji, algorytmizacji i automatyzacji. Wyniki transdyscyplinarnych prac prowadzonych i inicjowanych przez IRI, przedstawiane w ramach corocznego cyklu konferencji Entretiens du Nouveau Monde Industriel [Spotkania Nowego Świata Przemysłowego] w Centre Pompidou, zostały opublikowane w pracach zbiorowych pod redakcją Stieglera: Digital Studies. Organologie des savoirs et technologies de la connaissance [Digital Studies. Organologia umiejętności i technologie poznania] (2014), La Toile que nous voulons. Le web néguentropique [Sieć, jakiej chcemy. Negentropijne www] (2017), La vérité du numérique. Recherche et enseignement supérieur à l’ère des technologies numériques [Prawda cyfrowości. Prowadzenie badań i nauczanie wyższe w epoce technologii cyfrowych] (2018) oraz Le nouveau génie urbain [Nowy geniusz miejski] (2020).
W 2010, w małej miejscowości Épineuil-le-Fleuriel, założył otwartą szkołę filozoficzną Pharmakon. Szkoła prowadziła zajęcia i seminaria skierowane do studentów, doktorantów, licealistów i mieszkańców, organizowała również szkoły letnie.

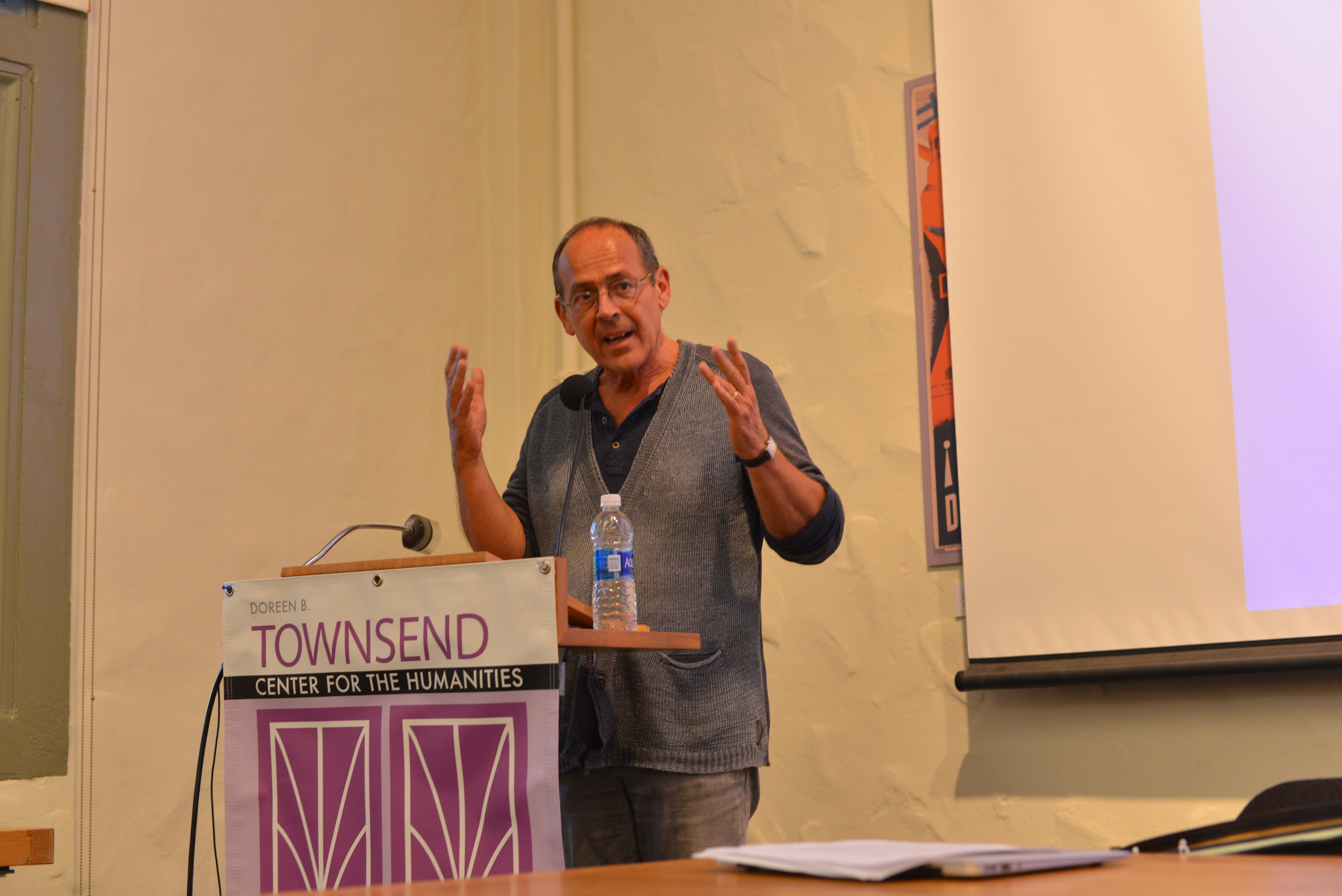
Bernard Stiegler podczas wykładu w Berkeley w 2016

We wrześniu 2018, w Serpentine Galleries w Londynie, z inicjatywy Bernarda Stieglera powstał kolektyw badawczy Internacja, którego celem było wypracowanie alternatywy dla dominującego modelu makroekonomicznego na bazie odkryć współczesnych nauk i w obliczu zmiany klimatycznej. Efekty prac kolektywu zostały przedstawione w dniach 17–18 grudnia 2020 na konferencji w Centre Pompidou, a następnie 10 stycznia 2020 w Genewie, w setną rocznicę utworzenia Ligi Narodów. Prace te zostały następnie opublikowane w książce Bifurquer. „Il n’y a pas d’alternative [Odbić w inną drogę. „Nie ma alternatywy”].

### Śmierć
Bernard Stiegler zmarł 5 sierpnia 2020 w wieku 68 lat. Odszedł w swoim domu urządzonym w dawnym młynie w Épineuil-le-Fleuriel, gdzie przeprowadził się w 2012.

## Życie prywatne
Bernard Stiegler był żonaty i miał czworo dzieci. Jego najstarsza córka Barbara Stiegler (ur. 1971) jest filozofką i profesorką na Wydziale Filozofii Uniwersytetu Bordeaux-Montaigne.

## Najważniejsze pojęcia i obszary działalności

### Filozofia a technika
Dla Stieglera kwestia techniki jest kwestią filozofii per se: technika to podstawowe zagadnienie filozofii, która w ujęciu Stieglera byłaby filozofią pierwszą. W Filozofowaniu z przypadłości, Stiegler precyzuje:

Interesuje mnie całkowite przebudowanie pytania o technikę. Całkowite w tej mierze, w jakiej uznaję, że zapytywanie filozoficzne jest pytaniem o technikę. Nie uprawiam filozofii techniki w sensie, w jakim niektórzy zajmują się filozofią sztuki, moralności, polityki, które miałyby tworzyć rejony –rzekomo ogólniejszej – wiedzy filozoficznej. Technika nie jest dla mnie przedmiotem rejonowym, lecz przedmiotem filozoficznym w sensie ścisłym. Stawiam pytanie o technikę jako pytanie filozoficzne i z tego punktu widzenia jestem w hiperfilozofii. Usiłuję na nowo i integralnie opracować pytanie filozoficzne, a więc ponownie przemierzyć, w ich największej ogólności, pojęcia, które ugruntowują myślenie filozoficzne w jego całości, ale niezmiennie wychodząc od pytania o technikę jako zapomnianego źródła wszystkich pytań.

Według Stieglera filozofia grecka ukonstytuowała się tracąc z oczu kwestię techne. Stiegler mówi o wyparciu i zaprzeczeniu tej kwestii przez filozofię. Jak przekonuje, u początków filozofii technika zostaje (nie)rozpoznana jako narzędzie w rękach sofistów. W fundującym metafizykę geście filozofia uznaje techne za coś, co jest wobec wiedzy zewnętrzne, pełni rolę pomocniczą, o ile nie poślednią, w związku z czym wytwory techne, podobnie jak same narzędzia techniczne, nie zasługują na miano problemu domagającego się prawdziwie filozoficznych dociekań. Poszukujący prawdy filozof może wprawdzie posługiwać się techne, której modelowym przykładem jest pismo, jednak sama techne w żaden sposób nie uczestniczy w procesie konstytuowania się czy odkrywania filozoficznej prawdy. Technika nie ma w sobie nic oryginalnego, ani źródłowego; jest uznawana zawsze za pochodną, której istnienie samo z siebie zakładałoby więc istnienie źródła (pełnego i utożsamianego z pełnowartościową i prawdziwą wiedzą). Na bazie takiego metafizycznego założenia, argumentuje Stiegler, problem wytwórczości stanie się dla filozofii pseudoproblemem: techne zostanie (nie)rozpoznana jako pseudos. We wstępie do pierwszego tomu tryptyku Technika i czas czytamy:

Filozofia, u zarania swej historii oddziela techne od episteme, których czasy homeryckie jeszcze nie rozróżniały. Taki gest był zdeterminowany przez kontekst polityczny, w którym filozof oskarża sofistę o instrumentalizację logosu jako retoryki i logografii, środka władzy i nie-miejsca wiedzy: miejsca, w którym wiedza została oddalona tak, jak oddala się sprzeciw. Dziedzictwo tego konfliktu, w którym filozoficzna episteme walczy z sofistyczną techne, dewaloryzując tym samym wszelką wiedzę techniczną, decyduje o sposobie, w jaki jest wyrażana esencja bytów technicznych w ich ogólności

Trudno byłoby ograniczyć zakres techniki. Dla Stieglera technika jest synonimem ludzkiego działania. Przez techne nie należy rozumieć wyłącznie tego, co przez to słowo rozumieli starożytni Grecy: wbrew zwyczajowemu rozumieniu, techne nie sprowadza się wyłącznie do umiejętności wykonawstwa, które nadają formę lub znaczenie materii.

Wszelkie ludzkie działanie ma coś wspólnego z techne i w pewnym stopniu jest jakąś techne. Niemniej jednak z ludzkiego działania w jego całości można wyodrębnić „techniki”. Oznacza to najczęściej: wyspecjalizowane umiejętności wykonawstwa, które nie wszyscy ze sobą dzielą. Stąd też mamy technikę rzemieślnika, technikę medyka czy architekta i inżyniera, podobnie jak technikę filozofa, artysty czy retora. Technika jest poszczególną umiejętnością, która nie jest niezbędna dla człowieczeństwa poszczególnego człowieka. Tak przedstawia się domyślne rozumienie techniki. Postaramy się pokazać […], że jest to rozumienie niewystarczające, samo w sobie restrykcyjne i pochodne. Przy czym to właśnie ta różnica (ta specjalizacja) umożliwia powstanie otoczeń technicznych w otoczeniach etnicznych i ich postępujące odrywanie się od terytorium

### Kwestia człowieka
Stiegler stoi na stanowisku, że narodziny tego, co ludzkie są zbieżne z narodzinami techniki. Technika jest nie tylko wynalazkiem, lecz również wymyśleniem człowieka: człowiek to istota żywa o podwójnym pochodzeniu, które należy rozpatrywać zarówno na płaszczyźnie biologicznej, jak i technologicznej. Inspirując się pracami antropologa André Leroi-Gourhana, historyka Bertranda Gille’a i filozofa Gilberta Simondona, Stiegler wypracowuje oryginalną antropologię, w której ta ostatnia jest technologią, dowodząc przy tym antropotwórczej roli techniki w procesie hominizacji. Antropogeneza to innymi słowy techneza. Dlatego też historii nie sposób rozpatrywać podług idei, zgodnie z którą „podmiotem” dziejowym jest ludzkość, podczas gdy technika ma jedynie status przedmiotu. W odniesieniu do relacji między tym, co ludzkie a tym, co techniczne, pytanie „kto”, czy „co” pozostaje nierozstrzygalne.
Na płaszczyźnie filozoficznej Stiegler przedefiniowuje kategorię człowieka jako istotę pozbawioną esencji: człowieczeństwo nie posiada esencji, gdyż „esencja” ludzka składa się z artefaktów. Mówiąc w kontekście życia i pochodzenia ludzkiego o „źródłowym wybrakowaniu” [défaut d’origine], czy też pierwotnej skazie lub wadzie (w znaczeniu, jakie te określenia są zwyczajowo stosowane do opisania towaru, na przykład gdy mowa o wadzie fabrycznej), Stiegler argumentuje, że jest to wybrakowanie, którego trzeba [le défaut qu’il faut].
W tym arcyludzkim wybrakowaniu zalety istot żywych, jakimi są ludzie, mogą się objawić i ukształtować jedynie za pośrednictwem sztucznego dodatku, z którym życie ludzkie jest nieredukowalnie sprzęgnięte. Dlatego też owa esencja, której w istocie brak i która z(a)wiera się w fundującej polis techniczności, zawsze stanowi przedmiot debat, kontrowersji, polemik, a nawet wojen. Ludzie mogą jedynie toczyć spory (lub boje) o „własne” zalety, a antropotwórcza (i państwotwórcza) techniczność zawsze wiąże się z nieuchronnym ryzykiem walki o życie: walki pokojowej i toczonej na przyjacielskich zasadach lub wojny między wrogami.

### Kwestia techniki jako kwestia czasu
Rozpoznając źródłowy stosunek człowieka do techniki, Stiegler uważa, że stosunek ten jest również zjawiskiem czasowości w zakresie w jakim to technika tworzy czas. Stiegler dokonuje takiego rozpoznania poprzez reinterpretację Bycia i czasu. Twierdzi on, że myśl Heideggera powinna zostać przedefiniowana począwszy od tego, czego Heidegger pomyśleć nie zdołał: o ile w ogóle istnieje coś takiego jak autentyczna czasowość, której szukał Heidegger, to dostęp do niej może prowadzić jedynie za pośrednictwem przedmiotów, artefaktów, a szerzej – technik. Bez tego zapośredniczenia dostęp do przeszłości i przyszłości jest niemożliwy. W odniesieniu do tak rozumianej relacji między człowieczeństwem, techniką a czasem, kluczowe miejsce w rozumowaniu Stieglera zajmuje reinterpretacja mitu o Prometeuszu i jego bracie Epimeteuszu, który to mit napotykamy w Platońskim dialogu Protagoras. Reinterpretacji historii o zapomnieniu zapominalskiego Epimeteusza, a także krytycznemu odczytaniu Heideggerowskiego ujęcia czasu jest poświęcona druga część pierwszego tomu La technique et le temps.

### Farmakon
Technika ma dla Stieglera strukturę nieredukowalnie farmakologiczną. Techne to farmakon, a więc coś, co ma właściwości lecznicze i trujące jednocześnie. Obecność pojęcia farmakonu we współczesnej debacie filozoficznej zawdzięczamy Jacques’owi Derridzie i jego reinterpretacji Platońskiego Fajdrosa, gdzie jako farmakon jest przedstawione pismo. Platon odrzuca farmakon z uwagi na sztuczki, jakie mogą stać się pisma udziałem. Pismo zostaje zatem odrzucone jako jednoznacznie trujące, a Platon przeciwstawia mu zdolność anamnezy oraz zdolność myśli do autonomicznego istnienia i działania. W swojej reinterpretacji Derrida pokazuje, że taka autonomia myśli jest nie do utrzymania o tyle, o ile zawsze musi liczyć się z heteronomią, jaką w tym wypadku przedstawia sobą pismo. To, co Platon sobie przeciwstawia (wyrażającą się w mowie myśl i pismo) tak naprawdę nieustannie się przenika; zamiast z opozycją mamy tutaj do czynienia z kompozycją.
W filozofii Stieglera pojęcie farmakonu ma o wiele szerszy zasięg niż u Derridy i ulega znacznej reinterpretacji. Po pierwsze farmakonem jest technika jako taka, a nie wyłącznie pismo, które można wziąć za jedną z możliwych technik. Dlatego też w pracach Stieglera często mowa o pharmaka, których nieredukowalnie farmakologiczna struktura nabrała znaczenia po rewolucji przemysłowej i w toku tego, co Stiegler w późniejszych pracach określi jako ewolucję egzosomatyczną. Zwróci on przy tym szczególną uwagę na fakt, że sama ta ewolucja zachodzi w procesie ekonomicznym. Z uwagi na całkowite podporządkowanie przyczyn celowych imperatywowi policzalnej efektywności jako nowej przyczynie sprawczej dominującego modelu ekonomicznego i technologicznego, toksyczne działanie pharmaka, które na obecnym etapie ewolucji przybrały formę potężnych organizmów, jest nieporównywalnie silniejsze.
Po drugie, Stiegler farmakon definiuje jako obiekt przejściowy, twórczo rozwijając pojęcie obiektu przejściowego zaproponowane przez brytyjskiego psychoanalityka i pediatrę Donalda Winnicotta. Stawia tezę, że z jednej strony obiekt przejściowy jest pierwszym farmakonem, a z drugiej – że nie dotyczy wyłącznie relacji między dzieckiem a matką (lub ojcem, niańką i wszelką władzą, która dziecku sprzyja i je chroni). Rozumowanie Stieglera jest następujące: matka pozwala dziecku – lub nie – przysposobić sobie jego sytuację przejściową (farmakologiczną), przez co może w dziecku wzbudzić poczucie, że życie jest warte przeżycia. Pozwalając dziecku w ten sposób przysposobić sobie farmakon, matka jednocześnie uczy je, jak odłączyć się od obiektu przejściowego i wejść w inne przestrzenie przejściowe i nawiązać innego typu relacje. Dlatego też, argumentuje Stiegler, obiekt przejściowy

Obiekt przejściowy […], jako pierwszy farmakon, jest również źródłem dzieł sztuki, a szerzej – życia umysłu we wszystkich jego formach, a więc życia dorosłego jako takiego. Jest w ostateczności źródłem wszystkich obiektów, dany obiekt jest bowiem zawsze tym, co jawi się przez to, co pewnego dnia zostało zaprojektowane – wyrzucone przed siebie – przez umysł. Jak zobaczymy, rzeczy mogą koniec końców ukonstytuować jakiś świat jedynie w tej mierze, w jakiej nieredukowalnie pochodzą z przejściowego charakteru obiektu.

### Deregulacja klimatu i entropocen
Począwszy od 2015, rozwijając tezy wypracowane w tryptyku La technique et le temps i nadając im inny wymiar w obliczu wydarzeń, Bernard Stiegler za swój główny przedmiot refleksji obiera szeroko pojętą zmianę klimatyczną. Na szczególną uwagę zasługują tutaj prace: La Société automatique: 1. L’avenir du travail [Społeczeństwo automatyczne 1. Przyszłość pracy] (2015), Dans la disruption: Comment ne pas devenir fou? [W zaburzeniu. Jak nie zwariować?] (2017), Qu’appelle-t-on Panser? Au-delà de l’Entropocène 1. L’immense régression [Co zwie się opatrywaniem myślą? 1. Poza entropocen. Potężny regres] (2018), wydany pierwotnie w języku angielskim The Neguanthropocene [Negantropocen] (2018) oraz tekst Le nouveau conflit des facultés et des fonctions dans l’Anthropocène [Nowy konflikt fakultetów i funkcji w antropocenie], opublikowany wraz z trzema tomami La technique et le temps, zebranymi w jeden wolumin (2018) i zapowiadającymi cztery kolejne, nad którymi Stiegler pracował. Wychodząc od analiz Erwina Schrödingera w Czym jest życie?, prac Alfreda Lotki poświęconym ewolucji organów egzosomatycznych i bioekonomii heterodoksyjnego ekonomisty rumuńskiego Nicolasa Georgescu-Roegena, a także gromadząc wokół siebie naukowców i naukowczynie z różnych dyscyplin wiedzy, Stiegler wypracowuje zestaw nowych pojęć, które nie tylko kompleksowo diagnozują systemowo ze sobą powiązane kryzysy antropocenu, lecz również kreślą możliwości ich przezwyciężenia. Wszystkie te pojęcia z jednej strony znajdują odzwierciedlenie w pracach kolektywu Internacja, a z drugiej – są rozwijane przez współpracowników Stieglera.
Pojęcia wypracowane przez Stieglera w ostatnich pracach zostały opisane przez jego polskiego tłumacza i współpracownika Michała Krzykawskiego.
Entropia: pojęcie transwersalne, którego zakres znaczeniowy nie ogranicza się do entropii w ujęciu termodynamicznym. Entropia nie jest w tym ujęciu wyłącznie wielkością fizyczną, o której mówi druga zasada termodynamiki: entropia układu termodynamicznego, na skutek rozpraszania energii i przyrostu ciepła, rośnie. z perspektywy termodynamicznej wzrost entropii to proces samorzutny i nieodwracalny. Jednak wzrost entropii może być generowany sztucznie, a więc technologicznie, a także za sprawą organizacji przemysłowej i przyjętego modelu ekonomicznego. Na poziomie ogólnym entropia jest wielkością opisującą tendencję do dezorganizacji, destrukturyzacji i bezładu: im entropia jest większa, tym mniejszy staje się potencjał dynamiczny układu i jego zdolność do zachowania możliwości odnowy na drodze samoprzekształcenia. Kluczową rolę odgrywają w tym ujęciu ustalenia poczynione przez Erwina Schrödingera. Austriacki fizyk dowiódł, że fizyczne zjawisko wzrostu entropii układów nie obejmuje układów życia organicznego w sposób całkowity, organizmy mają bowiem zdolność odkładania w czasie nieuchronnego wzrostu entropii. Sposobem na to odraczanie, które z tego właśnie względu jest nieustanną walką z entropią, jest organizowanie się i wytwarzanie czegoś, co w języku biologii ewolucyjnej zostanie później nazwane „nowością”: nową strukturą, która pozwala organizmowi pełnić nową funkcję.
Entropocen: termin, który definiuje i kompleksowo diagnozuje antropocen. Antropocen to era, którą przede wszystkim charakteryzuje proces skomasowanego wzrostu entropii we wszystkich jej postaciach: fizycznej, biologicznej i informacyjnej. Biorąc entropię za pojęcie transwersalne, można również mówić o entropii psychospołecznej w zakresie, w jakim oznaczałaby ona powszechną apatię (polityczną i zbiorową) oraz powszechny brak woli (politycznej i zbiorowej), które są symptomem równie powszechnej dezorientacji w obliczu wyzwań antropocenu (entropocenu).
Ekonomia głównego nurtu zaniedbała kwestię entropii i w tym sensie można ją uznać za „strukturalny archaizm naukowy”. Wyjście z entropocenu musiałoby zatem wiązać się z wypracowaniem takiego globalnego modelu makroekonomicznego, który sprzyjałby walce z entropią, zamiast generować jej wzrost.
Negentropia lub „entropia ujemna”: określenie wprowadzone przez Schrödingera, który za jego pomocą opisał sposób funkcjonowania organizmów żywych. Organizmy wytwarzają negentropię poprzez biologiczną zdolność do zmniejszania wzrostu entropii ujmowanej z perspektywy termodynamicznej i w skali Wszechświata, w którym, zgodnie ze strzałką czasu, wszystko, co istnieje się zatraca. Ta biologiczna zdolność organizmów to inaczej metabolizm, a więc wymiana materii i energii z otoczeniem. Przy czym samo zjawisko życia jest nieuchronne związane ze zjawiskiem wzrostu entropii: Jak pisze Schrödinger, istota metabolizmu polega na tym, że pozbywając się entropii organizm, póki utrzymuje się przy życiu, nieuchronnie entropię produkuje. Posiłkując się ustaleniami Schrödingera i zauważając, że entropia rośnie w procesie ekonomicznym, Georgescu-Roegen posługiwał się w tym kontekście terminami entropia niska (odpowiadająca negentropii produkowanej przez wymianę metaboliczną na płaszczyźnie biologicznej) i entropia wysoka (której wzrost z perspektywy termodynamicznej jest nieuchronny, a który jednakowoż może zostać za sprawą tej wymiany zmniejszony).
Antyentropia: pojęcie to zostało wprowadzone przez Francisa Bailly’ego, Giuseppe Longo i Maëla Montévila. Podążając w ślad za intuicjami Schrödingera, badacze ci utrzymują, że aparat pojęciowy z zakresu termodynamiki (a ściślej: pojęcie negentropii) nie wyjaśnia nam wystarczająco dobrze zasad organizowania się organizmów, o których uczy nas biologia. Pojęcie antyentropii ma za zadanie tę lukę wypełnić. Antyentropia byłaby zatem tendencją do strukturyzowania, różnorodności i wytwarzania nowości, jaka charakteryzuje organizmy żywe. Tendencja ta może się jednak uaktywnić jedynie na płaszczyźnie lokalnej, również w obrębie bardziej złożonych i powiązanych ze sobą układów (systemów) termodynamicznie otwartych. Wytwarzenie antyentropii to „samo życie” – rozumiane jako walka z rozproszeniem energii i dezorganizacją jako tego rozproszenia następstwem, poprzez wynajdywanie nowych funkcji i wytwarzanie nowych organów.
Egzosomatyzacja: pojęcie ukute przez Stieglera jako rozwinięcie ewolucji organów egzosomatycznych, opisanej przez Alfreda Lotkę. Łaciński przedrostek exo oznacza „na zewnątrz”, a soma to ciało. Organy egzosomatyczne to organy wytwarzane poza ciałem. Do tego, aby przeżyć (czytaj: odroczyć wzrost entropii) wszystkie organizmy żywe używają organów endosomatycznych, a więc wytwarzanych wewnątrz ciała (zgodnie ze znaczeniem łacińskiego przedrostka endo). W 1944 Lotka zdiagnozował u gatunku ludzkiego nieporównywalnie szybszy względem poprzednich epok rozwój organów sztucznych (egzosomatycznych), które stanowią podpory organów biologicznych i kształtują odtąd otoczenie ludzkie, a także epokę określaną dzisiaj jako antropocen. Ewolucja egzosomatyczna jest zatem przedłużeniem ewolucji biologicznej gatunku ludzkiego. Posiłkując się obserwacjami Lotki i rozumiejąc proces ekonomiczny jako przedłużenie procesu biologicznego, Nicolas Georgescu-Roegen stwierdził, że kluczową rolę w kształtowaniu tego procesu odgrywa wykorzystanie organów egzosomatycznych dając tym samym do zrozumienia, że biologię zastąpiła ekonomia. Rozwijając analizy rumuńskiego ekonomisty Stiegler kładzie nacisk na fakt, że egzosomatyzacja może w procesie ekonomicznym przyczyniać się zarówno do wytwarzania entropii, jak i antyentropii. Organy egzosomatyczne mają zatem nieredukowalnie farmakologiczną strukturę: mają właściwości trujące (generują wzrost entropii) i lecznicze (generują wzrost antyentropii) jednocześnie. Przy czym termin egzosomatyzacja nie odnosi wyłącznie do urządzeń lub obiektów technicznych. Określa ona wszelkie sposoby organizowania się organizmów i instytucji, a tym samym wytwarzanie rozmaitych form życia technicznego.
Antropia: neologizm utworzony przez Stieglera. W pewnym zakresie nawiązuje on znaczeniowo do tego, co w języku ekologii jest nazywane antropizacją (efektem oddziaływania człowieka na krajobraz). Przede wszystkim jednak termin ten uczula na fakt istnienia entropii specyficznie ludzkiej: antropii, której wzrost generuje z kolei wzrost entropii fizycznej (ocieplenie klimatu) i biologicznej (zamieranie różnorodności). Za wzrost entropii w pierwszej kolejności odpowiada wzrost antropii wytwarzanej w obrębie dominującego modelu makroekonomicznego i za pomocą organów egzosomatycznych, których ewolucja została podporządkowana imperatywom tego modelu, w wyniku czego egzosomatyzacja odpowiada za wzrost antropii i entropii. Dlatego też walka z entropią musi być jednocześnie walką z antropią. Antropię, która generuje entropię, należy zatem rozpoznać na płaszczyźnie logicznej, a nie biologicznej lub termodynamicznej. Na tejże właśnie płaszczyźnie logicznej dostrzegamy, że głównym problemem entropocenu jest wadliwy model makroekonomiczny, który generuje antropię, a w konsekwencji entropię.
Antyantropia: pojęcie wprowadzone przez Stieglera jako rozwinięcie antyentropii. Ma on za zadanie podkreślić fakt, że o ile do wytwarzania antyentropii są zdolne wszystkie organizmy żywe, o tyle antyantropię możemy wytwarzać jedynie jako ludzie w procesie ekonomicznym. Do wytwarzania antyantropii służą różnorodne i kultywowane w obrębie stowarzyszonych ze sobą lokalności formy wiedzy. Wiedzę należy tutaj rozumieć na sposób praktyczny: wiedza to umiejętność.
Negantropocen: pojęcie wprowadzone przez Stieglera, ukute poprzez przekształcenie Schrödingerowskiego terminu negentropia. Negantropocen to inaczej antropocen nie nieludzki, ale też nie antyludzki. Termin ten ma za zadanie określać nową erę, która może nadejść w modelu makroekonomicznym generującym wzrost antyantropii, a co za tym idzie antyentropii. Taki model nie tyle faworyzowałby „odwrót od wzrostu” [décroissance], ile przede wszystkim zrywałby definitywnie z „błędnym wzrostem” [mécroissance], przedefiniowując tym samym samo pojęcie wzrostu i rewaloryzując wiedzę, która innemu wzrastaniu sprzyja.
Lokalność: pojęcie transwersalne i skalowalne. Walka z entropią jest możliwa jedynie na płaszczyznach powiązanych ze sobą lokalności: od biosfery, która w układzie słonecznym jest lokalnością dla wszystkich organizmów, funkcjonujących w skali makro, mikro, mezo i nano, do zlokalizowanych na konkretnych terytoriach miejskich i wiejskich, choć do nich się nieograniczających i przez nie nieograniczonych ekosystemów biologicznych, społecznych, technologicznych i gospodarczych. Organizm, a także samą lokalność, którą on sam wytwarza jako miejsce na płaszczyźnie czasowej, to jest odraczając nieuchronny wzrost entropii, należy tutaj rozumieć w odniesieniu do funkcjonowania układów termodynamicznie otwartych.

### Troska o młodzież
Jako jeden z nielicznych filozofów Stiegler na poważnie brał głos młodzieży. Aktywnie wspierał młodzież w zainicjowanej przez nią walce o klimat. Do odbudowywania więzi międzypokoleniowej, której upadek i jego przyczyny opisał we Wstrząsach, dążył poprzez zawiązywanie sojuszu między ludźmi nauki a „pokoleniem Grety”. W swojej ostatniej książce, Qu’appelle-t-on panser? 2. La leçon de Greta Thunberg [Co zwie się opatrywaniem myślą? 2. Lekcja Grety Thunberg] (2020), Stiegler wyraża przekonanie, że młodzież w kwestiach związanych ze zmianą klimatu jest bardziej odpowiedzialna i zorientowana niż dorośli. O ciężkiej próbie, na którą młode pokolenie jest wystawione, Stiegler pisze w następujący sposób:

Owa próba dla kilku pokoleń miałaby dopiero nadejść. Jej nadejście widzi pokolenie, w imieniu którego głos zabiera Młodzieżowy Strajk Klimatyczny. Jest ona przez to pokolenie odbierana jako prawdopodobne spełnienie się koszmaru – czegoś w rodzaju filmu grozy wielkości rzeczywistej i niewyobrażalnej. Ten spełniający się koszmar przypomina nieco to, czym w pewnym stopniu miał okazać się 11 września 2001, ze wszystkimi jego znanymi nam konsekwencjami (od których zwycięstwo wyborcze Donalda Trumpa na wielu płaszczyznach pochodzi), Skala tego koszmaru będzie niewspółmiernie większa. Koszmar ten, w o wiele większym stopniu niż dorosłych, dotyczy „młodego pokolenia”, którego Greta Thunberg jest reprezentantką i któremu tak trudno jest znaleźć własne miejsce w tym stuleciu, a to dlatego, że nic ono dla tego pokolenia nie robi i nie potrafi nawet go wysłuchać.

O ile jednak Stiegler bezwarunkowo wspierał młodzież w jej apelach do polityków, aby respektowali oni głos nauki i za tym głosem podjęli decyzję na miarę sytuacji, o tyle nie szczędził również wysiłków, aby przekonywać ją, że przyszłość jawi się jako beznadziejna i niemożliwa z braku nowych pojęć, próbując tym samym zaszczepić w młodzieży zamiłowanie do myślenia filozoficznego w ścisłym powiązaniu z naukami.

## Publikacje
- La Technique et le Temps, Paris, Galilée:
  - tome 1 : La Faute d’Épiméthée, 1994 ISBN 2-7186-0440-9.
  - tome 2 : La Désorientation, 1996 ISBN 2-7186-0468-9.
  - tome 3 : Le Temps du cinéma et la Question du mal-être, 2001 ISBN 2-7186-0563-4.
- Échographies de la télévision, entretiens filmés avec Jacques Derrida, 1996 ISBN 2-7186-0480-8.
- Passer à l’acte, Paris, Galilée, 2003 ISBN 2-7186-0616-9.
- Aimer, s’aimer, nous aimer: du 11 septembre au 21 avril, Paris, Galilée, 2003 ISBN 2-7186-0629-0.
- De la misère symbolique, Paris, Galilée:
  - tome 1 : L’Époque hyperindustrielle, 2004 ISBN 2-7186-0635-5.
  - tome 2 : La Catastrophe du sensible, 2005 ISBN 2-7186-0634-7.
- Philosopher par accident, entretiens avec Elie During, Paris, Galilée, 2004 ISBN 2-7186-0648-7.
- Mécréance et Discrédit, Paris, Galilée:
  - tome 1 : La Décadence des démocraties industrielles, 2004 ISBN 2-7186-0660-6.
  - tome 2 : Les Sociétés incontrôlables d’individus désaffectés, 2006 ISBN 2-7186-0706-8.
  - tome 3 : L’Esprit perdu du capitalisme, 2006 ISBN 2-7186-0715-7.
- Constituer l’Europe, Paris, Galilée:
  - tome 1 : Dans un monde sans vergogne, 2005 ISBN 2-7186-0689-4.
  - tome 2 : Le Motif européen, 2005 ISBN 2-7186-0690-8.
- Des pieds et des mains. Petite conférence sur l’homme et son désir de grandir, Paris, Bayard, 2006 ISBN 2-227-47566-8.
- La Télécratie contre la démocratie. Lettre ouverte aux représentants politiques, Paris, Flammarion, 2006 ISBN 2-08-210569-5.
- Prendre soin, de la jeunesse et des générations, Paris, Flammarion, 2008
- Économie de l’hypermatériel et psychopouvoir, entretiens avec Philippe Petit et Vincent Bontems, Paris, Mille et une Nuits, 2008
- Pour une nouvelle critique de l’économie politique, Paris, Galilée, 2009
- Ce qui fait que la vie vaut la peine d'être vécue, de la pharmacologie, Paris, Flammarion, 2010 ISBN 978-2-08-122035-5.
- États de choc – Bêtise et savoir au XXIe siècle, Paris, Fayard/Mille et une nuits, 2012 ISBN 978-2-7555-0645-7.
- Pharmacologie du Front National, suivi du Vocabulaire d’Ars Industrialis par Victor Petit, Paris, Flammarion, 2013
- La Société automatique: 1. L’avenir du travail, Paris, Fayard, 2015, 300 p. ISBN 978-2213685656.
- L’emploi est mort, vive le travail ! entretien avec Ariel Kyrou, Paris, Fayard/Mille et une nuits, 2015, 118 p. ISBN 978-2755507461.
- La Technique et le Temps. 1. La faute d’Épiméthée – 2. La désorientation – 3. Le temps du cinéma et la question du mal-être. Suivis de Le nouveau conflit des facultés et des fonctions dans l’Anthropocène, Paris, Fayard, 2018, 970 p. ISBN 978-2213700878.
- Qu’appelle-t-on panser?, Paris, Les Liens qui libèrent:
  - 1. L’Immense Régression, 2018
  - 2. La Leçon de Greta Thunberg, 2020

### Prace redagowane i współredagowane
- avec Nicolas Donin, dir. et al., « Révolutions industrielles de la musique », Cahiers de médiologie, nr 18/2004 ISBN 2-213-62141-1.
- avec Marc Crépon, George Collins, Catherine Perret et Caroline Stiegler, Réenchanter le monde: la valeur esprit contre le populisme industriel, Paris, Flammarion, 2006 ISBN 2-08-210585-7.
- avec Marc Crépon, De la démocratie participative: fondements et limites, Paris, Mille et une Nuits, 2007 ISBN 2-7555-0033-6.
- « Repenser l’esthétique, pour une nouvelle époque du sensible », in C. Tron (dir.), Esthétique et société, Paris, L’Harmattan, 2009
- avec Alain Giffard et Christian Faure (historien), Pour en finir avec la mécroissance: quelques réflexions d’Ars industrialis, Paris, Flammarion, 2009
- avec Serge Tisseron, Faut-il interdire les écrans aux enfants?, Paris, Mordicus, 2009
- « La mécroissance », in Regards sur la crise: réflexions pour comprendre la crise… et en sortir, ouvrage collectif dirigé par Antoine Mercier, avec Alain Badiou, Miguel Benasayag, Rémi Brague, Dany-Robert Dufour, Alain Finkielkraut, Élisabeth de Fontenay et al., Paris, Éditions Hermann, 2010
- L’École, le numérique et la société qui vient, avec Denis Kambouchner, Philippe Meirieu, Julien Gautier, Guillaume Vergne, Paris, Fayard/Mille et une nuits, 2012
- Digital studies: organologie des savoirs et technologies de la connaissance, dir. d’ouvrage, FYP Editions, 2014
- La toile que nous voulons, sous la direction de Bernard Stiegler, Paris, FYP Éditions, 2017 ISBN 978-2364051478.
- La vérité du numérique. Recherche et enseignement supérieur à l’ère des technologies numériques, sous la direction de Bernard Stiegler, Paris, FYP Éditions, 2018 ISBN 978-2-36405-162-1.
- Le nouveau génie urbain, sous la direction de Bernard Stiegler, Paris, FYP Éditions, 2020 ISBN 978-2-36405-192-8.
- Bifurquer. „Il n’y a pas d’alternative”, sous la direction de Bernard Stiegler et le Collectif Internation, Paris, Les Liens Qui Libèrent, 2020 ISBN 979-1020908568.

### Prace przetłumaczone na język polski
- Karnawał nowego „siecioekranu”: od hegemonii do izonomii. „Widok. Teorie i praktyki kultury wizualnej”. 16, 2016. Przełożył Michał Krzykawski. ISSN 2300-200X. (pol.).brak numeru strony
- Wstrząsy. Głupota i wiedza w XXI wieku, tłum. Michał Krzykawski, PWN, Warszawa 2017. ISBN 978-83-01-19585-4.
- Ukonstytuować Europę 1. W świecie, który nie ma wstydu, tłum. Michał Krzykawski, Eperons-Ostrogi, Kraków 2019. ISBN 978-83-66102-15-6.
- Ukonstytuować Europę 2. Motyw europejski, tłum. Michał Krzykawski, Eperons-Ostrogi, Kraków 2020. ISBN 978-83-66102-25-5.

### Udział w filmach
- 2004 :The Ister(inne języki)
- 2010 : komentator w filmie Christophe Nicka(inne języki) i Jean-Roberta Vialle’a(inne języki) Le temps de cerveau disponible(inne języki).
- 2011 : udział w filmie dokumentalnym Jeremy’ego Forny’ego, Après la gauche(inne języki)
- 2012 : udział w filmie dokumentalnym Philippe’a Borrela, Un monde sans humains?[65]